# アスラン・マスハドフ
アスラン・アリイェビッチ・マスハードフ（ロシア語: Асла́н (Хали́д) Али́евич Масха́дов, チェチェン語: Масха́дин Іе́лин воІ Аслан, Aslan Aliyevich Maskhadov, 1951年9月21日 - 2005年3月8日）は、チェチェン独立派の最高指導者で国際的に未承認のチェチェン・イチケリア共和国の第3代大統領。ロシア連邦保安庁特殊部隊によって殺害された。

## 経歴・独立運動
1951年9月、集団追放先のカザフ・カラガンダで生まれ、1957年6歳の時に家族と共にチェチェンに帰還した。1969年ソ連軍に入隊する。1972年トビリシ高等砲兵学校を卒業する。1981年レニングラード（現在のサンクトペテルブルク）のカリーニン名称軍事大学を卒業する。兵科は砲兵。バルト三国や極東地方、ハンガリーに駐在した。ソ連軍での最終階級は大佐。
1991年ソ連軍を退役し、チェチェン共和国国防軍に身を投じる。1993年チェチェン軍参謀総長に就任し、1994年に始まったロシア連邦軍との第一次チェチェン紛争で戦闘を指揮した。この戦争では、ジョハル・ドゥダエフ大統領とともに最後まで徹底抗戦した。1996年8月にロシア連邦安全保障会議書記のアレクサンドル・レベジと停戦合意（ハサヴユルト合意）に調印した。
1996年10月暫定政権首相に就任し、1997年1月、ロシア軍が完全撤退した直後に実施されたチェチェン大統領選挙で当選し、2月12日に就任。 同年5月、ロシア連邦大統領・エリツィンと「平和と相互関係に関する条約」を締結した。
しかし、シャミル・バサエフ率いる強硬派武装勢力が1999年8月に「イスラム国家建設」を唱えて隣のロシア連邦 ダゲスタン共和国に侵攻、9月にモスクワなどで集合住宅連続爆破事件を起こしたことからロシア連邦軍に再び攻め込まれ、2000年2月に首都グロズヌイを制圧された後、武装反乱指揮容疑でロシア連邦の検察当局から指名手配され、追われる身となった。2002年に大統領任期は切れてロシア側は、新たな政権を樹立したが、マスハドフは、憲法上、戦時下のため、大統領任期は延長され、チェチェン独立派（分離派）のWebサイトでは、「チェチェン共和国（イチケリア）大統領」の称号を名乗っていた。ウラジーミル・プーチン大統領に対しては、政治的な対話によるチェチェン問題の解決を訴え続けていたように、シャミル・バサエフらチェチェン強硬派とは一線を画す穏健派の指導者であった。2004年9月におきたベスラン学校占拠事件でも、ロシア側はマスハドフの関与を主張していたのに対し、マスハドフは9月23日に「事件に無関係である」との声明を発表しており、声明の中でマスハドフは、テロ行為を厳しく非難し、犯行声明を出していたバサエフらを自己の責任で裁判にかけると言明していた。また、ベスラン事件の背景として、ロシア軍のチェチェン侵攻が、ジェノサイドであるとして、ロシア軍に殺害されたチェチェン人25万人のうち、児童が4万2000人に上っていることを指摘していた。
2005年1月26日アムネスティ・インターナショナルは、2004年12月にマスハドフの親類8人が対立する親ロシア派チェチェン軍により連行され、消息不明になっていると報告したが、後に解放された。
2005年3月8日、ロシア連邦保安庁（FSB）のニコライ・パトルシェフ長官は、同庁特殊部隊がマスハドフを殺害したことを発表した。ロシア連邦政府は、シャミル・バサエフなど残存武装勢力の掃討作戦を強化すると見られる。穏健派のマスハドフの殺害により平和解決の可能性を探る道が閉ざされ、チェチェン情勢は今後、混迷が予想される。